# パスカル・ボイヤー
- パスカル・ボワイエ

パスカル・ボイヤー（Pascal Boyer）はフランス生まれのアメリカの人類学者。人間の本能が社会的関係、道徳、宗教信仰の基盤を導く直感的な心の理論を提供しているという概念を提唱している。ボイヤーと彼の同僚はこれらの生得的な精神的メカニズムが、特定の文化的要素（例えば超自然的存在に対する信仰）への傾倒といった人間性の特徴を形作ると考えている。
ボイヤーはケンブリッジ大学、キングス・カレッジ・ロンドン、リヨン大学などで研究職を持ち、教鞭を執った。現在はミズーリ州のセントルイス・ワシントン大学でヘンリー・リュース教授職にある。

## 著書
- Tradition as Truth and Communication (1992) Cambridge: Cambridge University Press.
- The Naturalness of Religious Ideas: A Cognitive Theory of Religion (1994) Berkeley: University of California Press.
- Religion Explained: The Evolutionary Origins of Religious Thought (2002) Basic Books. ISBN 0-465-00696-5.

『神はなぜいるのか? 』鈴木光太郎、中村潔訳　NTT出版 叢書コムニス6 2008年
- Greek Translation by Dimitris Xygalatas and Nikolas Roubekas ISBN 9789602882252.